# Иж (село)
Иж (Иже́вское) — старинное село в Ижевском сельском поселении Пижанского района Кировской области.

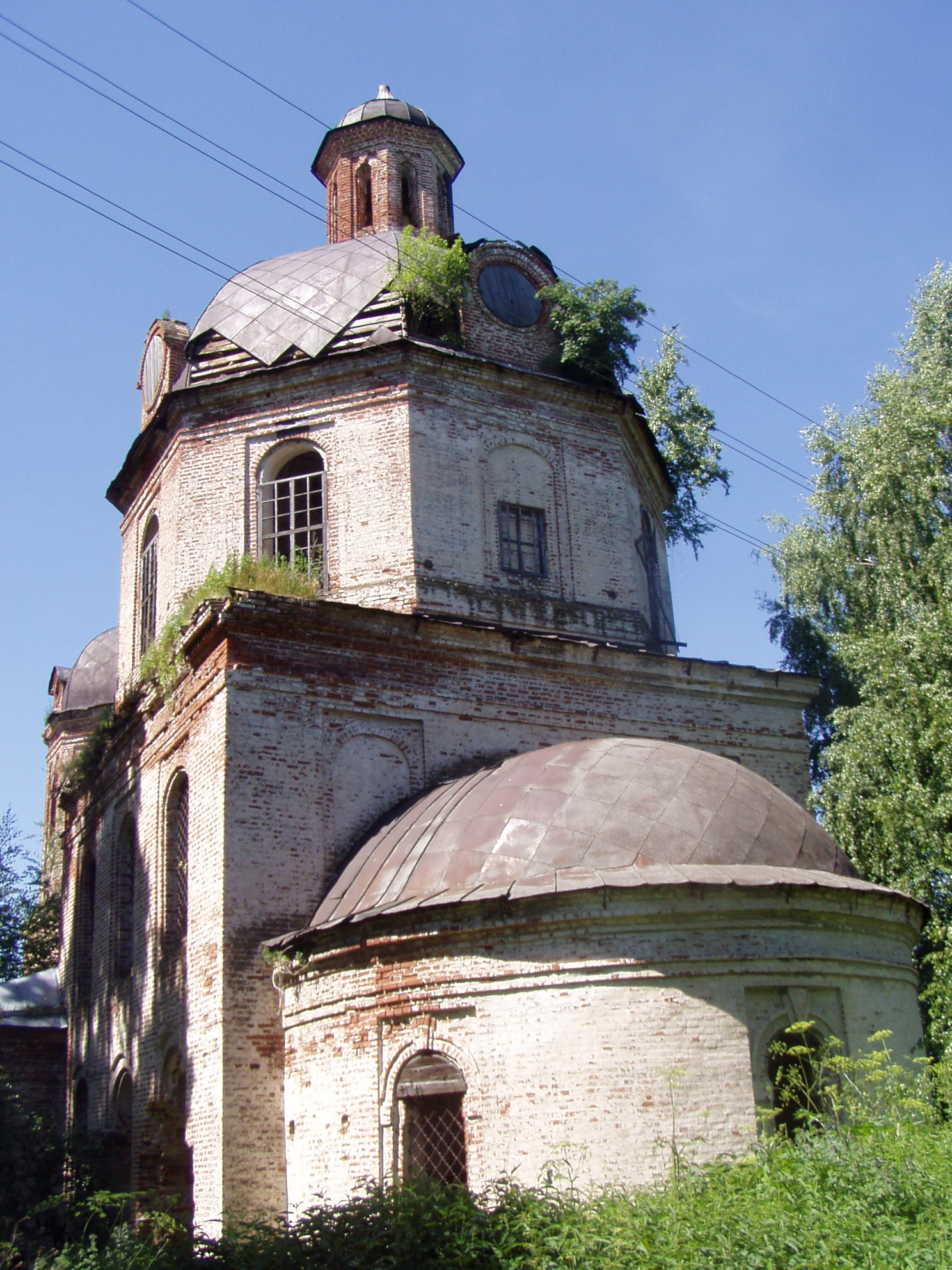
Спасская церковь

Расположено на правом высоком берегу Пижмы при впадении в неё реки Иж в 15 км к северу от посёлка Пижанка, в 30 км к западу от Советска и в 133 км к юго-западу от Кирова. На севере примыкает к селу Турусиново.
Имеется тупиковая подъездная дорога к сёлам Иж и Турусиново от Пижанки (через Павлово).
| 2010 |
| ---- |
| 55   |

## Достопримечательности
- Ижевское городище (VIII—III тысячелетие до н. э.)
- Спасская церковь
- Церковно-приходская школа